# Jardí Víctor Català
El Jardí Víctor Català és un jardí històric de Sant Martí d'Empúries, al municipi de l'Escala inclòs en l'Inventari del Patrimoni Arquitectònic de Catalunya.

## Descripció
Situat dins del nucli emmurallat de Sant Martí d'Empúries, al sector nord del veïnat i amb l'accés des del carrer de la Francesa.
Es tracta d'un jardí de planta rectangular, el qual aprofita el tram nord de la muralla medieval de Sant Martí com un dels murs de tanca del recinte. La tanca davantera presenta l'obertura d'accés a l'interior, delimitada per un arc de mig punt doble de ferro. A l'interior, un altre mur de tanca de pedra amb el pas obert al centre, divideix el recinte en dues parts. La part davantera del jardí té un sortidor rectangular al centre en desús, jardineres d'obra als laterals i diversos arbres repartits per l'espai. La part posterior presenta dos bancs de pedra adossats als murs laterals del recinte i, adossat a la muralla, un altre banc de pedra amb el coronament sinuós, de la mateixa manera que els dos murs anteriors. Al seu costat hi ha un fals pou bastit amb carreuons de pedra, amb el basament decorat. A l'extrem nord-est hi ha unes estretes escales de pedra que permeten l'accés a la muralla. Tota la construcció és bastida amb pedra de diverses mides, algunes ben escairades i altres no, disposades formant filades regulars. És força probable que les peces més regulars procedeixin de les ruïnes de la mateixa muralla.

## Història
Jardí construït per ordre de l'escriptora Caterina Albert i Paradís (l'Escala, 1869-1966) coneguda amb el sobrenom de Víctor Català. Fou una escriptora catalana que participà en el moviment del Modernisme i en fou autora d'una de les seves obres literàries cabdals, la novel·la Solitud, el 1905. Encara que roman obert, és de propietat privada.